# Nemes Anna (műfordító)
Nemes Anna (Budapest, 1946. november 30. –) Wessely László-díjas (1985) magyar műfordító, tanár.

## Életpályája
Szülei: Nemes György (1910–1998) író, újságíró és Nemes Katalin (1915–1991) zongoraművész. 1968–1972 között a Bartók Béla Zeneművészeti Szakközépiskola és Gimnázium óraadó, majd kinevezett angoltanára. 1969–1983 között a Structura tanári munkaközösség intenzív felnőttkurzusain tanít. 1971-ben diplomázik az Eötvös Loránd Tudományegyetem Bölcsészettudományi Kar (ELTE BTK) angol-magyar szakán. 1972–1973 között a Pedagógiai Szemle szerkesztője. 1973–1987 között a Számalk angoltanára. 1977 óta angol, amerikai szépprózát fordít. 1987–2003 között a Toldy Ferenc Gimnázium angoltanára, 1991-2003 között vezető tanára. 1991–2003 között az ELTE BTK Angol–Amerikai Intézet Angol Tanszékén fordítást tanít.
Többek közt Philip Roth, Isaac Bashevis Singer, Bernard Malamud, Cynthia Ozick, Saul Bellow, John Barth, Malcolm Bradbury, David Grossman és Susan Sontag műveinek fordítója.

## Színházi fordításai
A Színházi Adattárban regisztrált bemutatóinak száma: 1.
- Morris Panych: A nénikém meg én (2006)

## Művei
- TIT-INT-ENG (tankönyv, társszerző, 1976)

## Műfordításai
- Susan Sontag: A fényképezésről (esszé, 1981, 1999, 2007, 2010)
- P. D. James: Takard el arcát! (1983, 2018)
- Philip Roth: A megszabadított Zuckerman (1988)
- Philip Roth: A Portnoy-kór (1991, 2004, 2014)
- Philip Roth: Anatómialecke (1992)
- S. Parker: Marie Curie és a rádium (1993)
- M. Palmer: Gyilkos gyógyszerek (1993)
- Robert Treborlang: Hogyan boldoguljunk Ausztráliában (2009)
- Thomas Moran: Niki titka (2001)
- Peter Mayle: Kutyaélet (2003, 2020)
- Allan & Barbara Pease: A testbeszéd enciklopédiája (2006, majd 2., 3, 4, 5. és 6. kiadás 2013-2021)
- Philip Roth: Zuckerman (2007)
- Philip Roth: Szellem el (2008)
- Philip Roth: Düh (2009, 2020)
- David Grossman: A villámkölyök (2009)
- Philip Roth: Kiégés (2010)
- Philip Roth: Nemezis (2011, 2019)
- David Grossman: A világ végére (2013, 2014, 2021)
- Philip Roth: Ellenélet (2014)
- Sue Townsend: A nő, aki egy évig ágyban maradt (2014)
- Kent Haruf: Kései párbeszéd (2016)
- Dave Eggers: A Kör (2016)
- Philip Roth: Apai örökség (2018)
- Philip Roth: Isten veled, Columbus (2019)
- Philip Roth: Engedd el (2021)
- Lily King: Írók és szerelmek (2022)